# 1975

## Події
- 25 березня — король Саудівської Аравії Фейсал ібн Абдель Азіз Аль Сауд  був застрелений племінником.
- Динамо (Київ) 6 жовтня здобули Кубок Кубків УЄФА та Суперкубок УЄФА
- Американський інженер і підприємець Ед Робертс розробив перший комерційно успішний персональний комп'ютер Altair 8800
- 4 вересня — Єгипет та Ізраїль підписали Синайську угоду.
- б/д — почалась справа Дем'янюка[1].
- Комплексна система управління якістю продукції в СРСР

## Народились
Дивись також Категорія:Народились 1975
- 1 січня — Сергій Надал, український громадський та політичний діяч.
- 2 січня 
  - Олександр Шовковський, український футболіст, воротар.
  - Владислав Ващук, український футболіст.
- 5 січня — Павло Костіцин, український телеведучий, актор і режисер.
- 5 січня — Бредлі Купер, американський актор і продюсер.
- 8 січня — Олена Грушина, українська фігуристка, призер Олімпійських ігор.
- 9 січня — Олесь Терещенко, український журналіст, колишній телеведучий Першого національного телеканалу (пом. в 2018).
- 19 січня — Мирослав Кувалдін, український співак, лідер гурту «The ВЙО».
- 10 лютого 
  - Юрій Дмитрулін, український футболіст.
  - Олександр Гливинський, український спортивний журналіст, телекоментатор і телеведучий.
- 18 лютого — Сергій Федоров, український футболіст.
- 22 лютого — Дрю Беррімор, американська акторка.
- 1 березня — Тарас Березовець, український політтехнолог, журналіст.
- 15 березня — Тимофій Милованов, український економіст,  міністр розвитку економіки, торгівлі та сільського господарства України (2019-2020 рр.)
- 20 березня — Юрій Павленко, український політик.
- 31 березня — Володимир Ар'єв, український журналіст, депутат.
- 6 квітня — Денис Клявер, російський співак та композитор, учасник гурту «Чай удвох».
- 2 травня 
  - Девід Бекхем, англійський футболіст.
  - Іван Баканов, український державний діяч. Голова СБУ з 29 серпня 2019 року.
- 3 травня — Василь Сачко, український футболіст, тренер.
- 8 травня — Енріке Іглесіас, іспанський співак.
- 14 травня — Святослав Вакарчук, український співак, композитор, політичний і державний діяч.
- 18 травня — Наталія Королевська, українська  політична та державна діячка, народний депутат України.
- 25 травня — Людмила Монастирська, українська оперна співачка, солістка Національної опери України.
- 4 червня — Анджеліна Джолі, американська кіноакторка.
- 10 червня — Марина Лазебна, міністр соціальної політики України.
- 17 червня — Аліна Шатернікова, українська екс-чемпіонка світу з професійного боксу.
- 28 червня — Леся Самаєва, українська акторка.
- 29 червня — Олександр Горяінов, український футболіст.
- 5 липня — Ернан Креспо, аргентинський футболіст.
- 8 липня — Іванна Коберник, українська телеведуча та журналістка.
- 12 липня — Айна Гассе, український дизайнер.
- 30 липня — Кароліна Ашіон, українська телеведуча, акторка.
- 31 липня — Олена Гребенюк, українська оперна співачка.
- 2 серпня — Наталія Могилевська, українська актриса, телеведуча, співачка.
- 7 серпня — Шарліз Терон, американська акторка.
- 18 серпня — Максим Степанов, український політик, міністр охорони здоров'я України (2020—2021).
- 29 серпня — Андрій Джеджула, український актор театру і кіно, теле- та радіоведучий.
- 18 вересня — Джейсон Судейкіс, американський актор, диктор, сценарист та комік.
- 18 вересня — Діля (Едуард Приступа), український музикант, композитор.
- 22 вересня — Вадим Мичковський (Дядя Жора), український шоумен, ведучий, комік.
- 4 жовтня — Андрій Заліско, український естрадний співак.
- 5 жовтня — Кейт Вінслет, англійська кіноакторка.
- 7 жовтня — Андрій Павелко, український політик, президент Української асоціації футболу.
- 15 жовтня — Денис Шмигаль, український державний діяч. 18-й Прем'єр-міністр України.
- 27 жовтня — Юрій Хусточка, український музикант.
- 29 жовтня — Руслан Стефанчук, український правознавець та політик, голова Верховної Ради України.
- 9 листопада — Назар Задніпровський, український актор театру, кіно та дубляжу.
- 25 листопада — Марина Одольська, українська співачка.
- 28 листопада — Віктор Лукашенко, помічник Президента Республіки Білорусь з національної безпеки, член Ради Безпеки Білорусі.
- 14 грудня — Наталя Дзеньків, українська співачка, вокалістка гурту Lama.
- 17 грудня — Мілла Йовович, американська акторка українського походження.

## Померли
Дивись також Категорія:Померли 1975
- 19 січня — Михайло Іванович Томчаній, закарпатський письменник.
- 24 лютого — Роберт Робінсон, англійський хімік-органік, лауреат Нобелівської премії 1947 року
- 19 квітня — Удовиченко Олександр Іванович, український військовий і громадський діяч, генерал Армії УНР, віце-президент УНР в екзилі (1954 — 61).
- 3 червня — Ейсаку Сато, прем'єр-міністр Японії у 1967—1972, нобелівський лауреат миру у 1974
- 5 червня — Павло Павлович Вірський, український танцівник і хореограф, народний артист СРСР.
- 8 серпня — Кеннонболл Еддерлі, американський джазовий саксофоніст.
- 10 вересня — Джордж Паджет Томсон, англійський фізик, лауреат Нобелівської премії 1937 року
- 27 жовтня — Рекс Стаут, американський письменник детективного жанру. Автор серії книжок про Ніро Вульфа.
- 30 жовтня — Густав Людвіг Герц, німецький фізик, лауреат Нобелівської премії з фізики 1925 року
- 9 листопада — Іван Юхимович Сенченко, український письменник (*1901).
- 20 листопада — Франко Франциско, диктатор Іспанії (1939—1975), генералісимус
- 17 грудня — Хаунд Дог Тейлор, американський блюзовий гітарист та співак

## Нобелівська премія
- з фізики: Оге Нільс Бор, Бен Рой Моттельсон та Лео Джеймс Рейнуотер — «За відкриття взаємозв'язку між колективним рухом і рухом окремої частки в атомному ядрі й розвиток теорії будови атомного ядра, що базується на цьому взаємозв'язку».
- з хімії: Джон Корнфорт — «За дослідження стереохімії реакцій ферментатівного каталізу»; Владимир Прелог — «За дослідження в області стереохімії органічних молекул і реакцій»
- з медицини та фізіології: Девід Балтімор, Ренато Дульбекко та Говард Темін — «За відкриття, що стосуються взаємодії між онковірусами і генетичним матеріалом клітини»
- з економіки: Канторович Леонід Віталійович та Т'ялінг Купманс — «За внесок у теорію оптимального розподілу ресурсів»
- з літератури: Еудженіо Монтале.
- Нобелівська премія миру: Сахаров Андрій Дмитрович — «За безстрашну підтримку фундаментальних принципів миру між людьми і мужню боротьбу із зловживанням владою і будь-якими формами придушення людської гідності»

## Державна Премія УРСР імені Тараса Шевченка
- Молчанов Володимир Миколайович